# Temple de l'Amour
O Temple de l'Amour (em português: Templo do Amor), também chamado de Temple de la Réserve du Roi, é um templo localizado no extremo sul da ilha Grande Jatte em Neuilly-sur-Seine, no departamento de Hauts-de-Seine, região de Île-de-France. Foi desenhado pelo arquiteto francês Bernard Poyet.

## História
O Temple de l'Amour é proveniente do "Folly de Chartres" (atual Parc Monceau em Paris). Criado em 1785 por Louis Carrogis Carmontelle a pedido de Luís Filipe de Orleães, primo do rei, o monumento constituía um típico parque folly da segunda metade do século XVIII. No parque, criado no estilo inglês, as construções do tipo folly eram inúmeras: moinhos, pedras, pontes e colunas enfeitavam a paisagem. O arquiteto Bernard Poyet foi o responsável pela sua realização. Na época, o templo era chamado de "Temple de Mars" (Templo de Marte).
Após a morte de Luís Filipe de Orleães, que mais tarde passaria a ser chamado de Philippe Égalité, decapitado em 1793, o Folly de Chartres foi abandonado e o parque desabou. Sob o Segundo Império, a cidade de Paris o expropriou, teve metade dele subdividido e o restante foi convertido no jardim público projetado por Jean-Charles Alphand, resultando em sua aparência atual.
O filho de Philippe Égalité, Luís Filipe I, o Duque de Orleães, tomou posse da propriedade durante a Restauração. Deixando-o abandonado por um período, ele voltou sua atenção para a ilha Grande Jatte em Neuilly-sur-Seine, onde criou a partir de 1821 um "jardim encantado" estendendo o parque do seu Castelo de Neuilly, o "reserva do rei", localizado na orla, projetado no estilo inglês. Ele deu grande celebrações lá, que marcaram seu tempo. Um pouco antes de 1830, ele mandou transportar o Temple de Mars do Parc Monceau, para o ponto norte da ilha, mudando seu nome para Temple de l'Amour. O templo é classificado como monumento histórico francês pelo decreto de 13 de junho 1913.

## Descrição
O "jardim encantado" do Castelo de Neuilly foi criado em ilhotas que estendem a ilha Grande Jatte, parcialmente unidas. O templo foi instalado no topo do jardim de pedras. Para transformá-lo em Temple de l'Amour, foi instalado uma cúpula e posto uma estátua representando uma companheira de Aquiles durante sua estada com o rei Licomedes. As ilhotas foram totalmente incorporadas à ilha e formaram um alongado promontório. O templo foi movido pela segunda vez em 1930, para o extremo sul da ilha. Agora abriga a estátua de uma ninfa, feita de estuque.

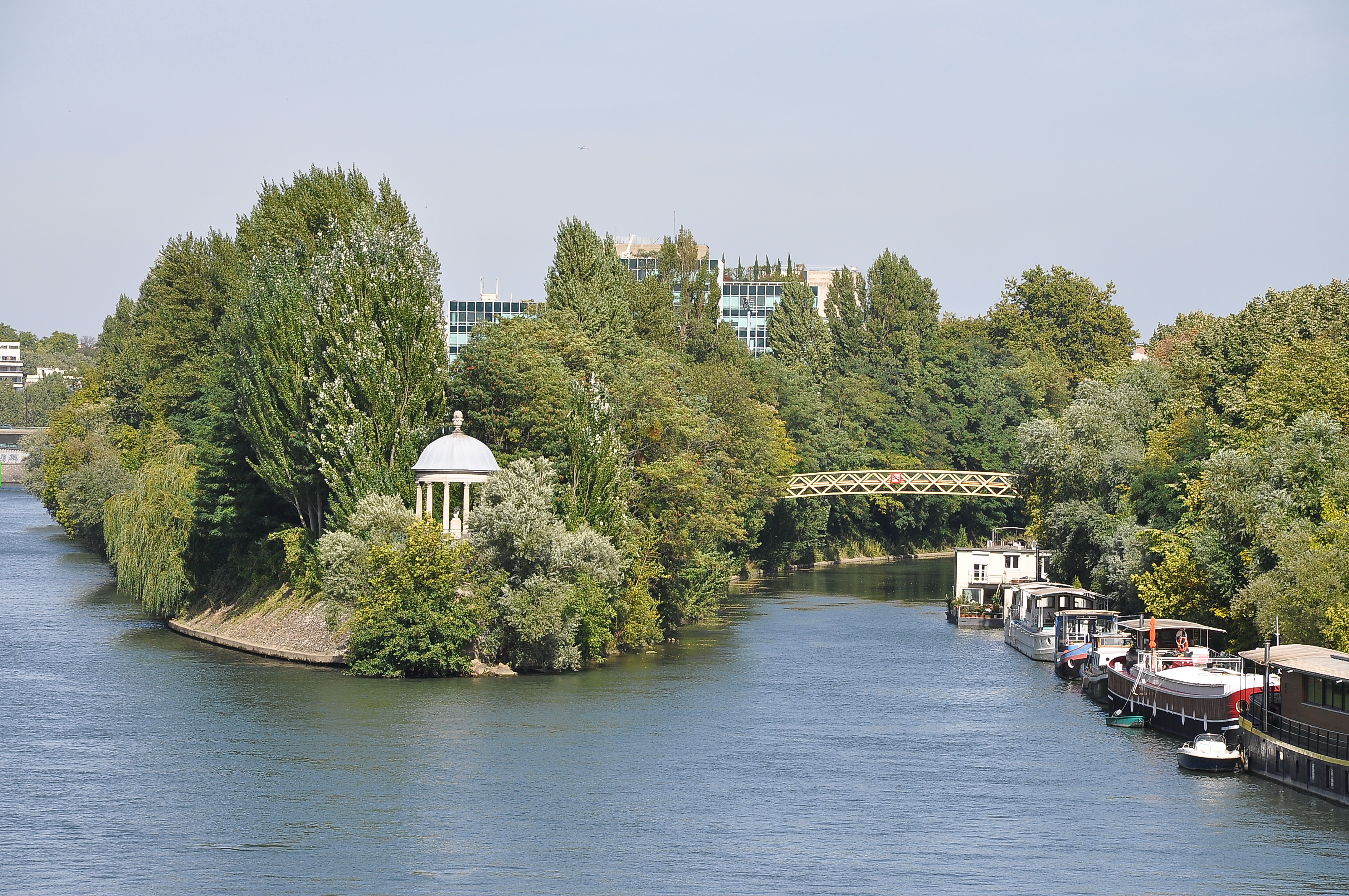
Vista da ilha Grande Jatte da Ponte de Neuilly.
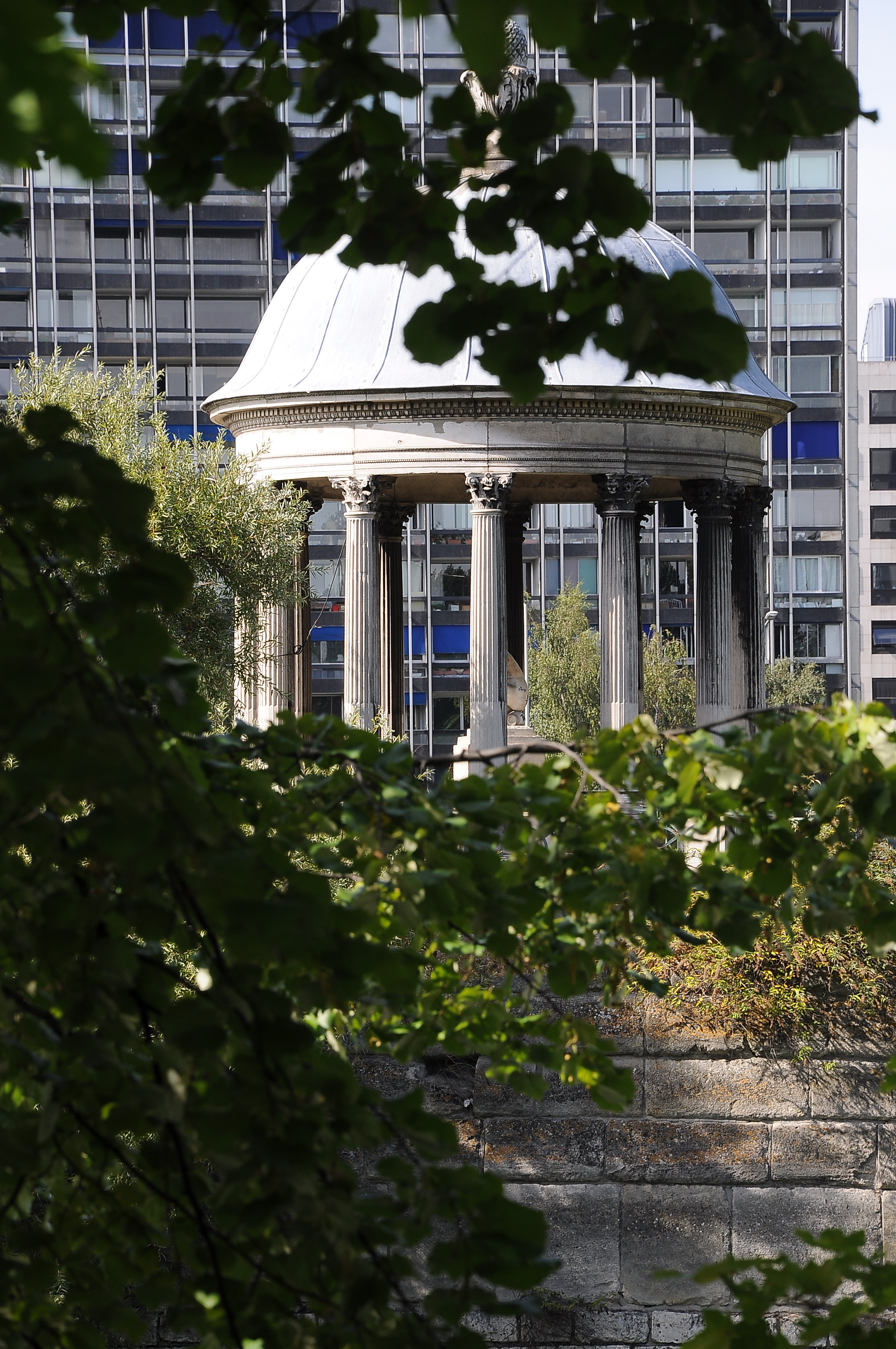
O templo visto da costa.
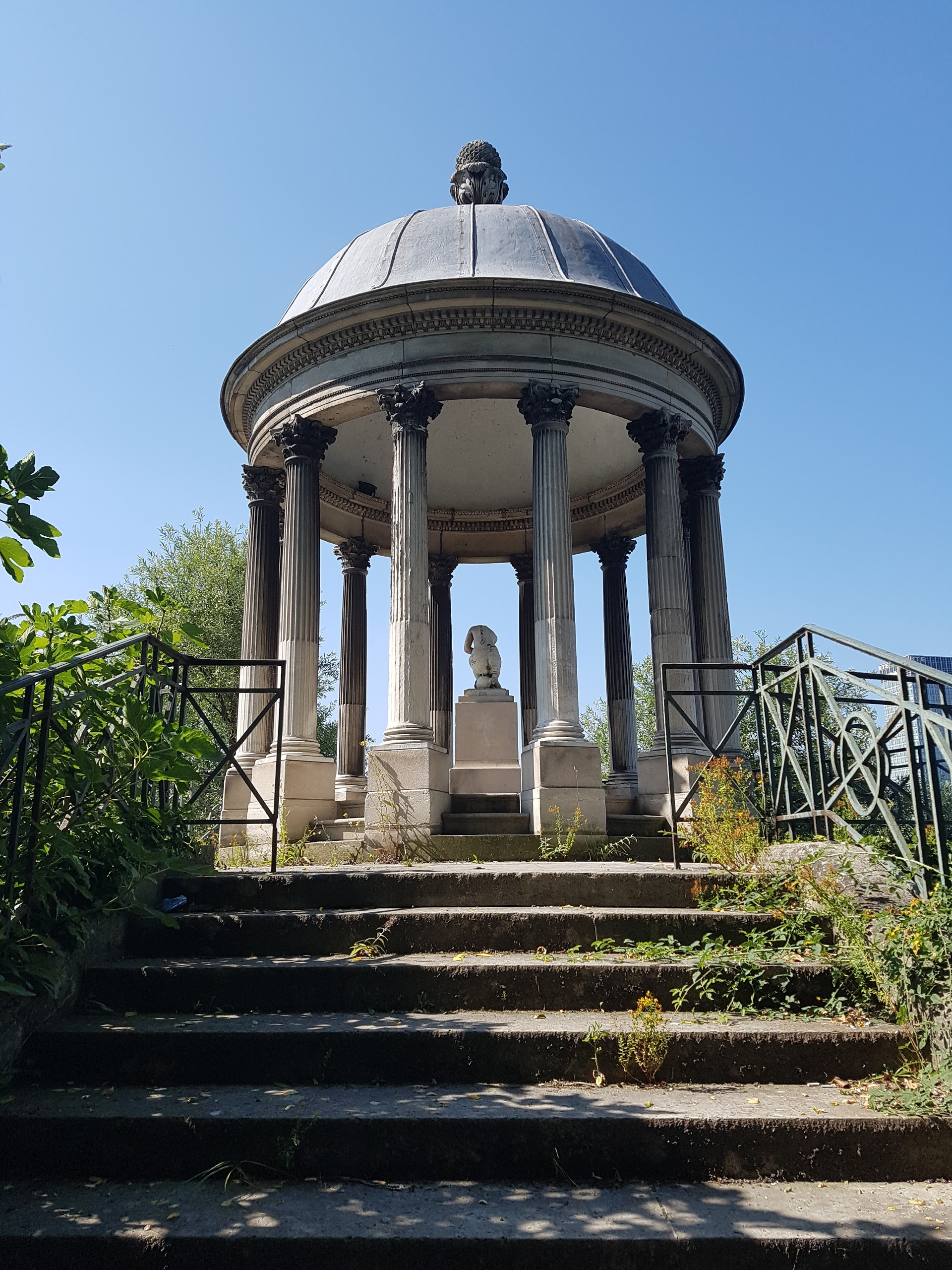
O templo no lado norte.
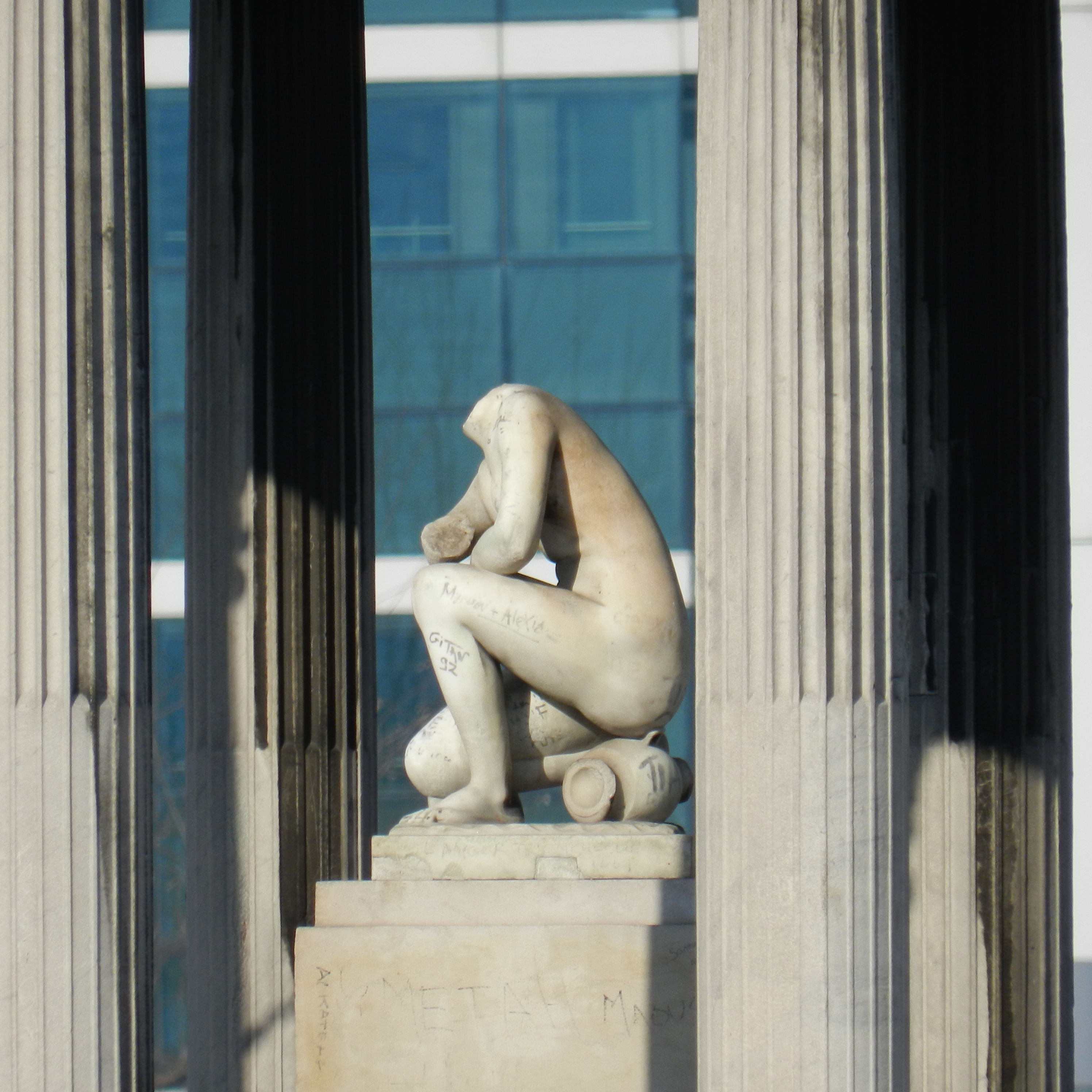
A estátua do templo.